# Rangkiling
Rangkiling is een bestuurslaag in het regentschap Sarolangun van de provincie Jambi, Indonesië. Rangkiling telt 652 inwoners (volkstelling 2010).